# Ardalion Dmitrievitch Ignatiev
Pour les autres membres de la famille, voir Famille Ignatiev.
Le lieutenant-général Ardalion Dmitrievitch Ignatiev (en russe : Ардалион Дмитриевич Игнатьев), né le 15 février 1798 et mort le 13 avril 1851, était un militaire russe, commandant du Régiment d'Infanterie de la Garde Izmaïlovski du 31 octobre 1847 au 6 décembre 1849.

## Famille
Fils du contre-amiral Dmitri Alexandrovitch Ignatiev (1770-1839)

## Biographie

Insigne régimentaire de la 17e Division d'Infanterie

Ardalion Dmitrievitch Ignatiev naquit le 13 février 1798, il était issu d'une famille de la noblesse russe, il eut pour ascendant Fiodor Akinfovitch Biakont
À ses débuts dans l'Armée impériale de Russie, Ardalion Dmitrievitch Ignatiev servit au grade de cornette dans la cavalerie des Gardes. En 1818, il fut promu premier officier. Dans le cadre du conflit opposant la Russie à l'Empire ottoman, le cornette Ignatiev servit dans les rangs de l'Armée du Danube sous le commandement de Pierre Wittgenstein. En 1831, il s'illustra lors de la campagne de répression menée contre les insurgés polonais.
Vers 1831, Ardalion Dmitrievitch reçut son affectation pour servir au Corps de la Garde. En 1832, il fut élevé au grade de colonel. Le 6 décembre 1840, promu au grade de major-général, il fut placé à la tête de la 1re Brigade de la 17e Division d'Infanterie (appartenant au 19e Corps d'armée). En raison de ses 25 ans de carrière au grade d'officier dans l'Armée impériale de Russie, le 4 décembre 1843, il lui fut décerné l'Ordre de Saint-Georges (4e classe) / (n° 6919 sur la liste des membres de l'Ordre de Saint-Georges)
Le 3 novembre 1847, le major-général Ignatiev reçut le commandement du Régiment d'Infanterie de la Garde Izmaïlovski. Le 17 avril 1849, il reçut une nouvelle promotion lieutenant-général. Le 6 décembre de la même année, il exerça le commandement de la 3e Division d'Infanterie (17e Corps d'armée).

## Décès et inhumation
Le lieutenant-général Ardalion Dmitrievitch Ignatiev décéda le 13 avril 1851, il fut inhumé au cimetière Gorychine, dans le comté d'Ostrachkovski (gouvernement de Tver).

## Distinctions
- 4 décembre 1843 : Ordre de Saint-Georges (4e classe).
- 11 juin 1850 : Ordre de Saint-Vladimir (2e classe).
- 1843 : Ordre de Saint-Vladimir (3e classe).
- 1841 : Ordre de Sainte-Anne 2e classe).
- 1832 : Ordre de Saint-Stanislas (2e classe).

## Sources
- Généraux de l'Empire russe. Dictionnaire encyclopédique des généraux et des amiraux de Pierre Ier à Nicolas II. Sergueï Vladimirovitch Volkov. Volume 2. Édition Tsentropoligraf. 2009.  (ISBN 978-5-9524-4166-8)
- Histoire du Régiment Izmaïlovski. N. Znosko-Borovski. Éditeur : P.E. Lobanov. Saint-Pétersbourg. 1882.www.runivers.ru.

- (ru) Cet article est partiellement ou en totalité issu de l’article de Wikipédia en russe intitulé « Игнатьев, Ардалион Дмитриевич » (voir la liste des auteurs).